# 麦里特塞盖尔
在埃及神话中，麦里特塞盖尔(Meretseger)，意思是“喜欢沉默的人”。新王国时期，在底比斯墓地影响力很大，被认为是一名既危险、又仁慈的女神。她与埃尔-库尔恩-帝王谷中的金字塔形山峰有紧密的联系。 作为眼镜蛇女神，她有时与哈托尔相关。
她是德尔麦地那(Deir el-Medina)棺材匠的守护神。她惩罚犯了罪的工匠，也治愈那些悔改的人。在一个例中，有人请求麦里特塞盖尔缓解他的疼痛，于是乎她给祈祷者带来一阵“柔风”。一名叫涅弗拉布(Neferabu)的拉拔工，曾献给她一块石碑，上面刻着： 

“(我是)善恶不分的无知愚昧之人。我曾经冒犯了圣峰，她给了我一个教训......，山峰用一头凶猛的狮子攻击了我。她会跟在冒犯她的人后面。”

麦里特塞盖尔怜悯了那个男人，“她后来怜悯了我，让我忘了一直在我身上的病痛”。
作为一条眼镜蛇，她保护亡灵的安宁，并向任何试图破坏或偷盗皇家陵墓的人喷出毒液。在艺术上，她被刻画为一条盘绕的眼镜蛇，或者一条女首眼镜蛇，或极少地表示为一条三头眼镜蛇，三首分别是：眼镜蛇、女人和秃鹫。
她与国王谷的紧密联系使她仅仅只成了一名地方神，所以，当山谷被停用后，她也就不再受供奉。

## 画廊

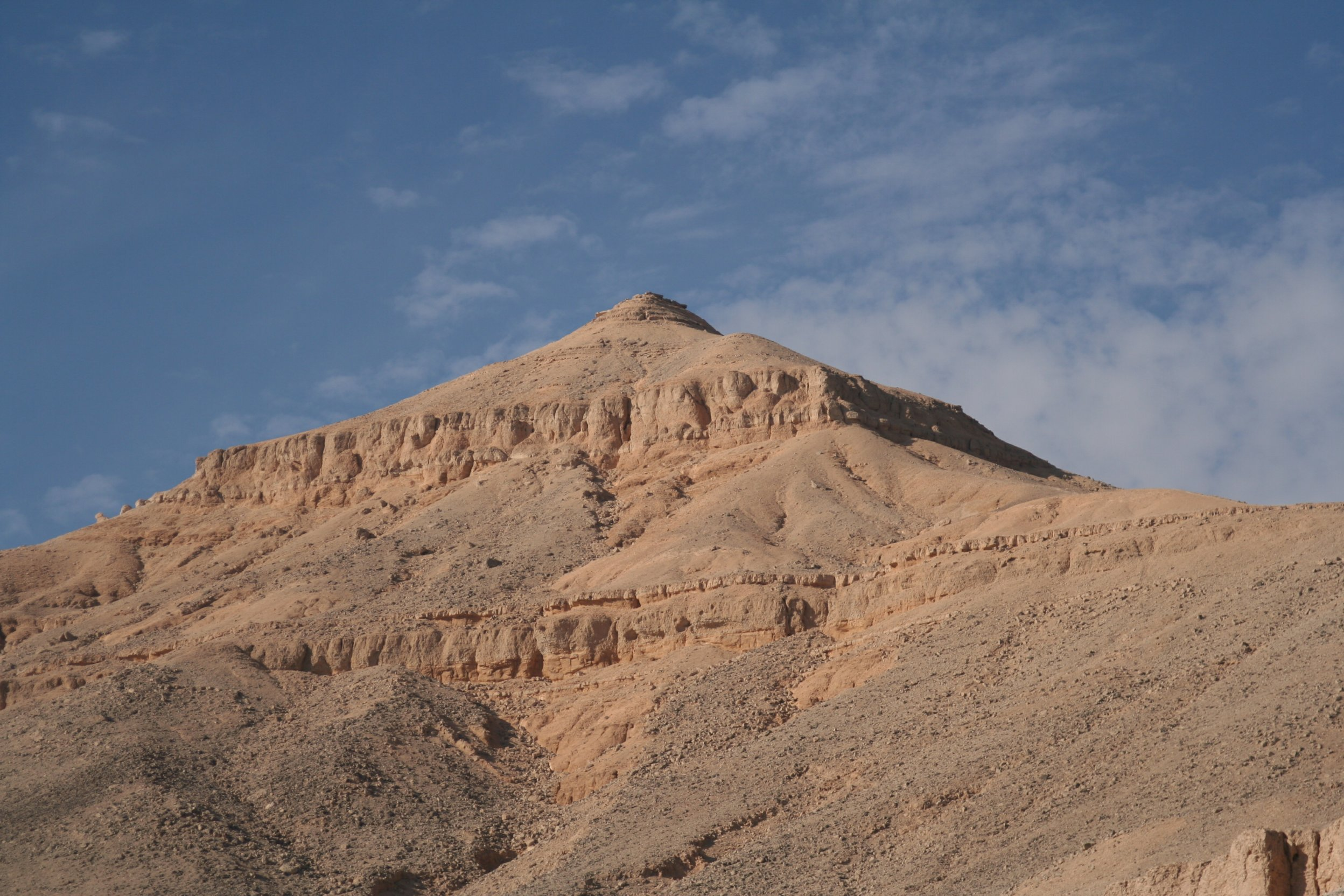
金字塔形山，俯瞰帝王谷
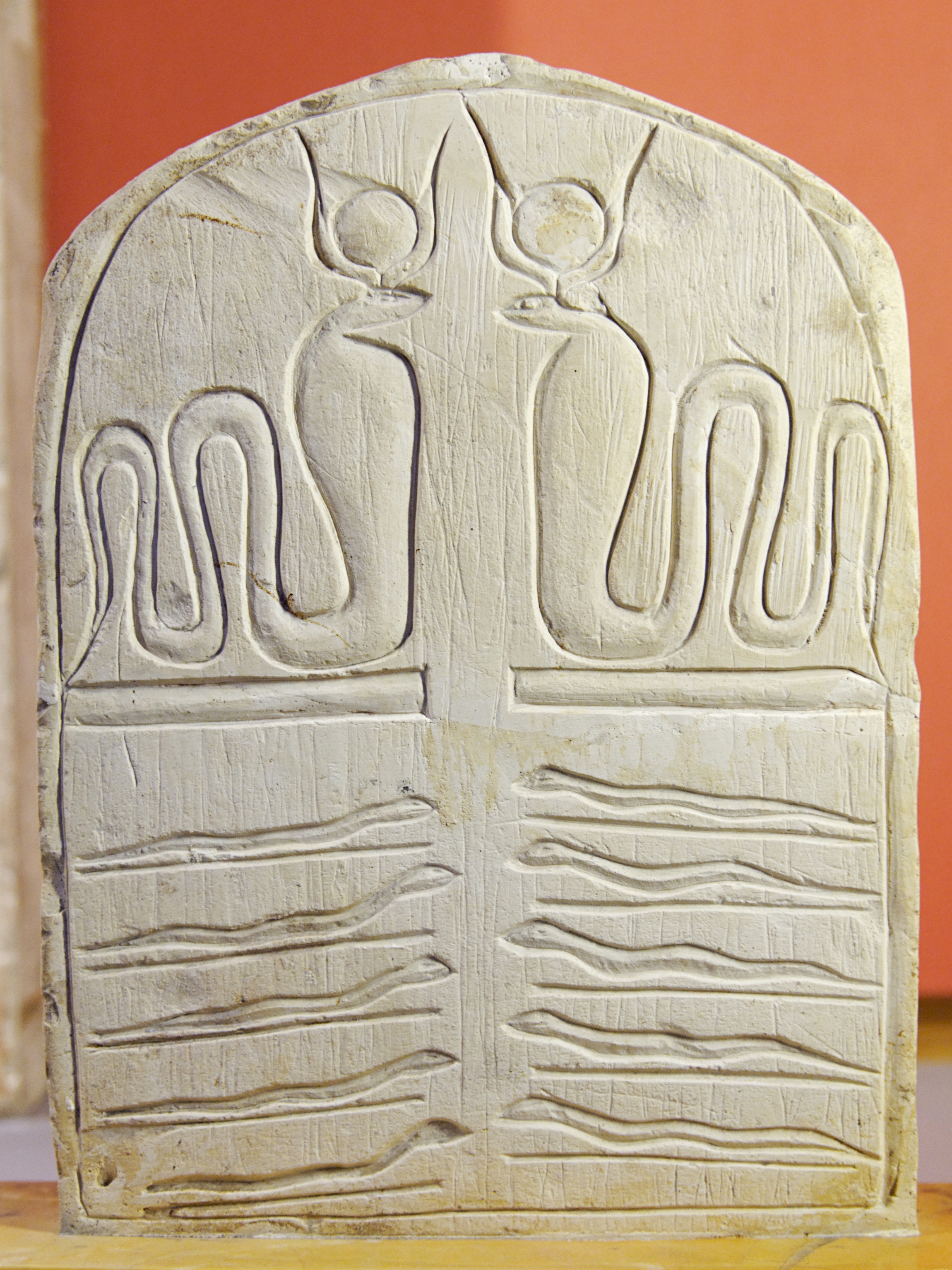
代表眼镜蛇女神(上层)和蛇(下层)的石碑.